# Landkreis Neustadt an der Waldnaab
Landkreis Neustadt an der Waldnaab is een Landkreis in de Duitse deelstaat Beieren. De Landkreis telt 94.645 inwoners (31 december 2020) op een oppervlakte van 1.429,89 km². Kreisstadt is de gelijknamige stad.

## Indeling
Neustadt an der Waldnaab is verdeeld in 38 gemeenten, waarvan er acht de status van stad hebben. Twaalf andere mogen zich Markt noemen. In de Landkreis liggen daarnaast vier gebieden die niet gemeentelijk zijn ingedeeld.
Steden
1. Eschenbach in der Oberpfalz
2. Grafenwöhr
3. Neustadt a.d. Waldnaab
4. Neustadt am Kulm
5. Pleystein
6. Pressath
7. Vohenstrauß
8. Windischeschenbach

Märkte
1. Eslarn
2. Floß
3. Kirchenthumbach
4. Kohlberg
5. Leuchtenberg
6. Luhe-Wildenau
7. Mantel
8. Moosbach
9. Parkstein
10. Tännesberg
11. Waidhaus
12. Waldthurn

Overige gemeenten
1. Altenstadt an der Waldnaab
2. Bechtsrieth
3. Etzenricht
4. Flossenbürg
5. Georgenberg
6. Irchenrieth
7. Kirchendemenreuth
8. Pirk
9. Püchersreuth
10. Schirmitz
11. Schlammersdorf
12. Schwarzenbach
13. Speinshart
14. Störnstein
15. Theisseil
16. Trabitz
17. Vorbach
18. Weiherhammer

Niet gemeentelijk ingedeeld
1. Heinersreuther Forst (5,89 km²)
2. Manteler Forst (36,47 km²)
3. Speinsharter Forst (11,25 km²)

Aichach-Friedberg · Altötting · Amberg · Amberg-Sulzbach · Ansbach (stad) · Landkreis Ansbach · Aschaffenburg (stad) · Landkreis Aschaffenburg · Augsburg (stad) · Landkreis Augsburg · Bad Kissingen · Bad Tölz-Wolfratshausen · Bamberg (stad) · Landkreis Bamberg · Bayreuth (stad) · Landkreis Bayreuth · Berchtesgadener Land · Cham · Coburg (stad) · Landkreis Coburg · Dachau · Deggendorf · Dillingen an der Donau · Dingolfing Landau · Donau-Ries · Ebersberg · Eichstätt · Erding · Erlangen · Erlangen-Höchstadt · Forchheim · Freising · Feyung-Grafenau · Fürstenfeldbruck · Fürth (stad) · Landkreis Fürth · Garmisch-Partenkirchen · Günzburg · Haßberge · Hof (stad) · Landkreis Hof · Ingolstadt · Kaufbeuren · Kelheim · Kempten im Allgäu · Kitzingen · Kronach · Kulmbach · Landsberg am Lech · Landshut (stad) · Landkreis Landshut · Lichtenfels · Lindau · Main-Spessart · Memmingen · Miesbach · Miltenberg · Mühldorf am Inn · München · Landkreis München · Neuburg-Schrobenhausen · Neumarkt in der Oberpfalz · Neurenberg · Neustadt an der Aisch-Bad Windsheim · Neustadt an der Waldnaab · Neu-Ulm · Nürnberger Land · Oberallgäu · Ostallgäu · Passau (stad) · Landkreis Passau · Pfaffenhofen an der Ilm · Regen · Regensburg (stad) · Landkreis Regensburg · Rhön-Grabfeld · Rosenheim (stad) · Landkreis Rosenheim · Roth · Rottal-Inn · Schwabach · Schwandorf · Schweinfurt (stad) · Landkreis Schweinfurt · Starnberg · Straubing · Straubing-Bogen · Tirschenreuth · Traunstein · Unterallgäu · Weiden in der Oberpfalz · Weilheim-Schongau · Weißenburg-Gunzenhausen · Wunsiedel im Fichtelgebirge · Würzburg (stad) · Landkreis Würzburg
Altenstadt a.d.Waldnaab ·
Bechtsrieth ·
Eschenbach i.d.OPf. ·
Eslarn ·
Etzenricht ·
Floß ·
Flossenbürg ·
Georgenberg ·
Grafenwöhr ·
Irchenrieth ·
Kirchendemenreuth ·
Kirchenthumbach ·
Kohlberg ·
Leuchtenberg ·
Luhe-Wildenau ·
Mantel ·
Moosbach ·
Neustadt am Kulm ·
Neustadt a.d.Waldnaab ·
Parkstein ·
Pirk ·
Pleystein ·
Pressath ·
Püchersreuth ·
Schirmitz ·
Schlammersdorf ·
Schwarzenbach ·
Speinshart ·
Störnstein ·
Tännesberg ·
Theisseil ·
Trabitz ·
Vohenstrauß ·
Vorbach ·
Waidhaus ·
Waldthurn ·
Weiherhammer ·
Windischeschenbach